# Welcome to the Aftermath Tour
Welcome to the Aftermath Tour es el nombre de una gira musical de la banda australiana de música cristiana Hillsong United, llevada a cabo entre 2011 y 2012 como promoción a su álbum Aftermath.

## Antecedentes
El 10 de noviembre de 2010, la banda anunció el lanzamiento del nuevo álbum de estudio para el mes de febrero, anunció también que paralelamente al lanzamiento del álbum, llevaría a cabo una gira para promocionarlo en Canadá y Estados Unidos entre febrero y marzo.

## El Tour
El tour recorrió durante el 2011 30 ciudades de Norteamérica entre Estados Unidos y Canadá; también recorrió Australia, Indonesia, Filipinas, Hong Kong, Corea del Sur y Tailandia en Asia. Para 2012, la banda visitó Sudáfrica en África.

## Conferencia Un Día Con Hillsong
La etapa Latinoamericana fue denominada “Un Día Con Hillsong United”, y recorrió República Dominicana, Colombia, Ecuador, Bolivia y Chile. En estos días se celebraban conferencias y conciertos en la ciudad que correspondía.

## Fechas de la gira
| Norteamérica             |                         |                      |                                          |
| 23 de febrero de 2011    | Vancouver               | Canadá               | Abbotsford Entertainment & Sports Centre |
| 24 de febrero de 2011    | Seattle                 | Estados Unidos       | ShoWare Center Kent                      |
| 26 de febrero de 2011    | San Francisco           | Estados Unidos       | The Warfield Theatre                     |
| 27 de febrero de 2011    | Sacramento              | Estados Unidos       | Memorial Auditorium                      |
| 1 de marzo de 2011       | Los Ángeles             | Estados Unidos       | Staples Center                           |
| 2 de marzo de 2011       | Phoenix                 | Estados Unidos       | US Airways Center                        |
| 4 de marzo de 2011       | Houston                 | Estados Unidos       | Berry Center                             |
| 5 de marzo de 2011       | Dallas                  | Estados Unidos       | Music Hall                               |
| 7 de marzo de 2011       | Atlanta                 | Estados Unidos       | Infinite Energy Arena                    |
| 8 de marzo de 2011       | Birmingham              | Estados Unidos       | BJCC Arena                               |
| 10 de marzo de 2011      | Nueva York              | Estados Unidos       | Manhattan Center                         |
| 11 de marzo de 2011      | Boston                  | Estados Unidos       | Orpheum Theatre                          |
| Oceanía                  |                         |                      |                                          |
| 10 de mayo de 2011       | Brisbane                | Australia            |                                          |
| 12 de mayo de 2011       | Perth                   | Australia            |                                          |
| 17 de mayo de 2011       | Melbourne               | Australia            |                                          |
| 19 de mayo de 2011       | Adelaide                | Australia            |                                          |
| Asia                     |                         |                      |                                          |
| 31 de mayo de 2011       | Yakarta                 | Indonesia            |                                          |
| 2 de junio de 2011       | Manila                  | Filipinas            |                                          |
| 4 de junio de 2011       | Hong Kong               | Hong Kong            |                                          |
| 6 de junio de 2011       | Seúl                    | Corea del Sur        |                                          |
| 8 de junio de 2011       | Bangkok                 | Tailandia            |                                          |
| Norteamérica             |                         |                      |                                          |
| 13 de junio de 2011      | Milwaukee               | Estados Unidos       | Bradley Center                           |
| 14 de junio de 2011      | Saint Louis             | Estados Unidos       | The Family Arena                         |
| 17 de junio de 2011      | Tulsa                   | Estados Unidos       |                                          |
| 18 de junio de 2011      | Austin                  | Estados Unidos       |                                          |
| 20 de junio de 2011      | Indianápolis            | Estados Unidos       | Conseco Fieldhouse                       |
| 5 de agosto de 2011      | Tampa                   | Estados Unidos       | St Pete Times Forum                      |
| 6 de agosto de 2011      | Miami                   | Estados Unidos       | American Airlines Arena                  |
| 8 de agosto de 2011      | Jacksonville            | Estados Unidos       | Times Union Ctr Perf Arts Moran Theater  |
| 9 de agosto de 2011      | Greenville              | Estados Unidos       | BI-LO Center                             |
| 11 de agosto de 2011     | Philadelphia            | Estados Unidos       |                                          |
| 12 de agosto de 2011     | Pittsburg               | Estados Unidos       | Consol Energy Center                     |
| 13 de agosto de 2011     | Toronto                 | Canadá               | Molson Amphitheatre                      |
| 15 de agosto de 2011     | Grand Rapids            | Estados Unidos       | Van Andel Arena                          |
| 16 de agosto de 2011     | Columbus                | Estados Unidos       |                                          |
| 18 de agosto de 2011     | Nashville               | Estados Unidos       | Allen Arena At Lipscomb University       |
| 19 de agosto de 2011     | Greensboro              | Estados Unidos       | Greensboro Coliseum Complex              |
| 20 de agosto de 2011     | Columbia                | Estados Unidos       | Merriweather Post Pavilion               |
| Latinoamérica            |                         |                      |                                          |
| 9 de noviembre de 2011   | Santo Domingo           | República Dominicana | Estadio Olímpico Félix Sánchez           |
| 11 de noviembre de 2011  | Bogotá                  | Colombia             | Coliseo El Campín                        |
| 15 de noviembre de 2011  | Cuenca                  | Ecuador              | Coliseo Jefferson Pérez                  |
| 17 de noviembre de 2011  | Santa Cruz de la Sierra | Bolivia              | Estadio Real Santa Cruz                  |
| 19 de noviembre de 2011  | Santiago de Chile       | Chile                | Teatro Caupolicán                        |
| Norteamérica             |                         |                      |                                          |
| 11 de febrero de 2012    | Coral Gables            | Estados Unidos       | The One Conference                       |
| África                   |                         |                      |                                          |
| 21 de febrero de 2012    | Johannesburgo           | Sudáfrica            |                                          |
| 23 de febrero de 2012    | Pretoria                | Sudáfrica            | Moreleta Park                            |
| 26 de febrero de 2012    | Capetown                | Sudáfrica            | His People Church                        |
| 1 de marzo de 2012       | Durban                  | Sudáfrica            | City Hill Church                         |
| Norteamérica             |                         |                      |                                          |
| 12 de septiembre de 2012 | Boston                  | Estados Unidos       | Agganis Arena                            |
| 22 de septiembre de 2012 | Tulsa                   | Estados Unidos       | BOK Center                               |